# Ernesto Alfredo Piñón de la Cruz
Ernesto Alfredo Piñón de la Cruz, dit El Neto, né le 6 avril 1989 et mort le 5 janvier 2023 à Ciudad Juárez (État de Chihuahua), est un criminel mexicain connu pour être le leader de Los Mexicles, un gang de rue, allié au cartel de Sinaloa.

## Biographie
Ernesto Alfredo Piñón de la Cruz naît le 6 avril 1989. Sa carrière criminelle a commencé alors qu'il n'avait même pas atteint l'âge de la majorité. 
En 2009, les autorités de l’État de Chihuahua arrêtent « El Neto » à Ciudad Juárez. On lui attribue alors 30 enlèvements, dont celui d'un magistrat.
Le 14 décembre 2010, Ernesto Alfredo Piñón de la Cruz est condamné au total à 224 ans d'emprisonnement.

### Leader de Los Mexicles
D'après le bureau du procureur général de l'État de Chihuahua, « El Neto » remplace Jesús Eduardo « El Lalo » Soto Rodríguez, en 2020, à la tête de Los Mexicles.
Le 31 décembre 2022 a lieu une attaque contre la prison dans laquelle est incarcéré Ernesto Alfredo Piñón de la Cruz. Dix gardes et sept détenus sont tués pendant ces événements. Le commando permet alors l'évasion d'Ernesto Alfredo Piñón de la Cruz ainsi que d'une vingtaine d'autres détenus, Ernesto sera tué quatre jours après cette évasion. En outre, César « El Chilín » Vega Muñoz, deuxième dans la hiérarchie du gang, après « El Neto », meurt au cours de l'attaque,,.